# Néstor Bolentini
Néstor J. Bolentini (1923 - Montevideo,
22 de noviembre de 1984) fue un militar, abogado y político uruguayo. Tuvo una notoria actuación en la época de la dictadura militar.

## Actuación pública
En septiembre de 1971, el presidente Jorge Pacheco Areco le encomienda a las Fuerzas Armadas el combate a la sedición. Bolentini era Juez de Instrucción Militar, y por primera vez decreta el procesamiento de civiles (siendo que su jurisdicción se limitaba solamente a militares).
En julio de 1972 se aprueba la Ley de Seguridad del Estado y Orden Público, de la cual Bolentini fue uno de sus principales redactores e impulsores; dicha ley concedía considerables poderes al gobierno de la época (caracterizada por el enfrentamiento con la guerrilla urbana y la agitación político-sindical).
Poco después fue nombrado Ministro del Interior en el gobierno de Juan María Bordaberry; en ocasión del Golpe de Estado del 27 de junio de 1973; el decreto que disolvió las cámaras lleva su firma y la del Dr. Walter Ravenna. También intervendría activamente para desactivar la huelga general que fuera convocada por la Convención Nacional de Trabajadores en protesta contra el golpe.
En 1976 se publicó el Código Penal Militar de 1943, anotado, comentado y actualizado por Bolentini. 
En 1980 participó en un debate televisivo en Canal 4. En el mismo, se debatía un proyecto de reforma constitucional sometido a consideración de la ciudadanía por el gobierno dictatorial (autodenominado Proceso Cívico-Militar). Bolentini asumió la defensa del proyecto junto al consejero de Estado Enrique Viana Reyes; pero su postura resultó derrotada por la sólida posición de Enrique Tarigo y Eduardo Pons Echeverry. El resultado del plebiscito constitucional en noviembre de 1980 sería un rotundo NO al proyecto propuesto.
A partir de 1981, durante el gobierno de Gregorio Álvarez, integra el Consejo de Estado de la dictadura. Desde allí redactó el proyecto de Ley de Asociaciones Profesionales, con la cual la dictadura pretendía hacer renacer la actividad sindical, pero bajo su tutela.
Posteriormente, fue Ministro de Trabajo al final de la dictadura (1983-1984); se caracterizó por sus diferendos frente a las reclamaciones del recién nacido Plenario Intersindical de Trabajadores.
Propuso la creación de un Partido del Proceso, que nucléase a los elementos del Proceso Cívico-Militar, sin éxito. Entonces fundó un partido político, Unión Patriótica, de corta vida, por el cual se postuló a la Presidencia, compartiendo fórmula con Nelly Pérez de Lima. No obstante, pocos días antes de las Elecciones generales de Uruguay de 1984, el 22 de noviembre, Bolentini fallece en el Hospital Militar de Montevideo
a consecuencia de un derrame cerebral.
| Predecesor: Luis Crisci    | Ministro de Trabajo 1983-1984   | Sucesor: Ramón Malvasio    |
| Predecesor: Walter Ravenna | Ministro del Interior 1973-1974 | Sucesor: Hugo Linares Brum |